# Угнівський район
Угнівський район — колишній район Львівської області, центром якого було місто Угнів.

## Історія
10 січня 1940 року політбюро ЦК КП(б)У обговорило питання про утворення районів у Львівській області УРСР. Зокрема ухвалено створити у складі Львівської області Угнівський район.
Утворений 17 січня 1940 р. внаслідок поділу Равського повіту. Однак сам район проіснував недовго — у 1941 році його територію окупували війська вермахту, а після того, як територію району в липні 1944 року знову зайняли радянські війська, він фактично не відновив діяльності, а у жовтні 1944 року разом з Горинецьким, Любачівським, Ляшківським та Синявським районами був переданий Польщі. Загалом до складу Польщі перейшло 7 сільрад Угнівського району, в яких проживало 10991 особа, українське населення було виселено.
Втім, у 1951 році в рамках обміну територіями між УРСР та ПНР більша частина Угнівського району знову ввійшла до складу УРСР, та відновлювати Угнівський район уже не стали.

## Обмін територіями та репресії
У січні 1940 року постановою Політбюро ЦК ВКП(б) було визначено 800-метрову смугу уздовж західної та південно-західної дільниці державного кордону СРСР. На виконання цієї постанови 3 квітня 1940 р. РНК України ухвалила рішення про виселення в Ізмаїльську область мешканців сіл, які потрапляли в цю смугу.
Начальником районного відділу НКВД працював В. І. Самощев
Хоча район існував недовго, однак на його територіях таки встигли створити колгоспи, хоча особливих економічних успіхів вони так і не досягли. Наприклад, заборгованість колгоспу ім. Ворошилова Угнівського району Львівської області у 1940 р. становила 14870 крб.

## Партизанська боротьба на території району
На території району діяли як радянські партизани, так і націоналістичне підпілля. У липні 1944 р. в Угнівському районі радянський партизанський загін ім. Чапаєва зі з'єднання Сабурова грабував селян. Водночас, перший секретар Львівського ОК КП(б)У Іван Грушецький в одній із серпневих інформацій секретареві ЦК КП(б)У повідомляв, що в Угнівських лісах Львівської області зосереджено 4000 бандерівців.

## Територія району
До складу Угнівського району входили місто Угнів та села ґмін Вєжбіца і Брукенталь Равського повіту.